# 甘青报春
甘青报春（学名：Primula tangutica）为报春花科报春花属下的一个种。

## 扩展阅读
- 維基物種上的相關：甘青报春